# Luigi De Rosa
Luigi De Rosa (Bari, 8 luglio 1962) è un allenatore di calcio, dirigente sportivo ed ex calciatore italiano, di ruolo centrocampista e attaccante, responsabile tecnico del settore giovanile del Rende.
È nella Hall of fame del Cosenza, formazione in cui ha militato complessivamente in nove stagioni della sua carriera di calciatore, risultando il secondo per numero di incontri disputati in campionato, e in cui ha allenato la prima squadra per tre stagioni.

## Caratteristiche tecniche

### Giocatore
Centrocampista di talento,dotato di grande tecnica e definito dai tifosi del Bari il «piccolo Maradona», bravo tatticamente. Ha giocato in ogni parte del campo, tanto da esser sceso sui terreni di gioco indossando tutti i numeri dal 2 all'11.

## Carriera

### Giocatore

#### Club
Cresciuto nelle giovanili del Bari, debutta in prima squadra a 17 anni, in Bari-Palermo 1-1 del 1º giugno 1980. Nel 1980-81 vince da capitano e protagonista la Coppa Italia Primavera battendo il Milan 2-0 in finale. Il 23 agosto 1981 debutta in Coppa Italia contro il Napoli.Dopo tre anni con la Primavera nel campionato di Serie B 1981-1982 è promosso e lanciato da Enrico Catuzzi in prima squadra, segnando il suo primo gol da professionista contro il Verona (3-3) e chiude la stagione del Bari dei baresi con 2 reti in 35 presenze, fornendo buone prestazioni da ala sinistra o trequartista in tandem con Maurizio Iorio contribuendo a uno dei Bari più belli della storia, sfiorando per 2 punti in classifica la promozione in Serie A e guadagnandosi la convocazione con la Nazionale B Under 21. Fu tra i protagonisti della zona totale e di un calcio molto offensivoinsieme a Iorio, Bagnato, Armenise e Frappampina
Nell'infausta stagione 1982-83, in cui i galletti terminano il campionato cadetto all'ultimo posto in classifica, gli allenatori Catuzzi e Radice lo schierano ala sinistra e trequartista, fornendo ancora buone prestazioni, realizzando una rete. Sceso di categoria, sempre con il Bari, allenato da Bruno Bolchi, vince il campionato di serie C1, in una stagione che vede i pugliesi arrivare fino alle semifinali di Coppa Italia, dopo aver eliminato Juventus e Fiorentina.
Nell'estate del 1984 passa al Pescara, in Serie B, voluto dal tecnico Catuzzi, e gioca una buona stagione da regista e ala destra,tra gli artefici del calcio a zona e offensivo già praticato a Bari che si conclude con un buon settimo posto.  A fine stagione il club abruzzese riscatta metà cartellino dal Bari in cambio di 2 miliardi di lire.
Nella stagione 1985-1986 nel derby contro la Sambenedettese realizza una rete storica con un pallonetto di testa da 40 metri
Con Giovanni Galeone sulla panchina biancazzura, De Rosa, reintegrato a dicembre, gioca nuovamente nel ruolo di attaccante e contribuisce alla vittoria del campionato di Serie B 1986-1987 e alla promozione in Serie A del Pescara che gioca un calcio champagne e d'attacco.
Nell'estate 1987 è acquistato dal Cosenza: sotto la guida tecnica di Gianni Di Marzio, i calabresi ottengono la promozione in Serie B attesa da 24 anni, segnando 2 reti (contro Casertana e Torres) in 29 presenze e tra i protagonisti della promozione. Nella stagione seguente, allenato da Bruno Giorgi, sfiora con i rossoblù la storica promozione in Serie A, persa a causa della classifica avulsa giocando una positiva stagione da centrocampista e per la prima volta anche come difensore centrale,tra i protagonisti insieme a Padovano, Venturin, Urban, Lucchetti e Bergamini.
Quel Cosenza è ricordato come il migliore di sempre
Con la maglia del Cosenza, sfiora in più occasioni la massima categoria (1991-1992 con Reja,alternandosi con buoni risultati nei ruoli di libero e regista ,tra gli artefici insieme a Marulla, Biagioni, Compagno e Signorelli dell'ottimo quinto posto e di uno dei Cosenza più forti di sempre, 1992-1993 con Silipo che arriva settimo è tra i più brillanti con Marulla, Statuto e Balleri).
Nel 1993 passa al Matera dove disputa, da capitano, un solo campionato come centrocampista finendo la stagione da miglior marcatore (5 reti) suo record personale,  tra i più presenti della squadra e contribuisce in maniera importante alla salvezza della squadra. Ritornato a Cosenza, nel campionato 1994-1995 guidato da Alberto Zaccheroni, disputa una positiva stagione coi rossoblù ,tra i protagonisti insieme a Negri, Palmieri, Marulla e Buonocore, impiegato spesso come centrocampista a supporto delle punte Marco Negri e Francesco Palmieri che, con 9 punti di penalizzazione in classifica, sfiorano la promozione in Serie A giocando un bel calcio. Nei successivi due campionati di Serie B è allenato prima da Bortolo Mutti sfiorando nuovamente la serie a e poi nell'ultima stagione, a 35 anni, da Gianni De Biasi e Franco Scoglio. Al termine dell'esperienza calabrese diviene il terzo calciatore del club per numero di presenze in tutte le competizioni.
Chiude la carriera da calciatore a Castrovillari,dopo due anni in Serie C2, il primo anno è tra i più positivi con Marulla e Bertuccelli dell'ottimo settimo posto sfiorando una storica promozione, il secondo si conclude con una salvezza tranquilla nel 1998-1999. Nella sua carriera ha totalizzato più di 500 presenze tra i professionisti.

#### Nazionale
Conta una presenza con la Nazionale B Under 21, contro i pari età della Grecia, giocata l'8 dicembre 1982: al 67' sostituisce Beppe Incocciati.

### Allenatore
Subito dopo aver concluso la carriera di calciatore, diviene il vice di Bortolo Mutti per due stagioni al Cosenza in B. Nel 2001 partecipa al corso Master di Coverciano e ottiene il patentino per allenare in massima serie, primo nel suo corso insieme a Serse Cosmi.
Per la stagione di Serie B 2001-2002, gli è affidata la panchina del Cosenza. Debutta con una vittoria in casa , poi ottiene due pareggi (il primo in trasferta con la Sampdoria) e una vittoria in trasferta nelle quali la squadra gioca un calcio piacevole. È esonerato dopo otto partite, sostituito da Emiliano Mondonico e richiamato a 4 giornate dalla fine del campionato, dove ottiene un pari in casa col Napoli e due vittorie in casa e in trasferta contro Palermo e Empoli, salvando la squadra dalla retrocessione. A Cosenza lancia il diciannovenne Francesco Modesto e rilancia l'ex Milan Gianluigi Lentini e Pietro Strada.
Il 27 gennaio 2003 diventa allenatore del Crotone, in Serie C1 2002-2003, sostituendo l'esonerato Auteri. È esonerato dopo cinque gare (4 pari, una sconfitta), venendo rimpiazzato da Auteri. Torna a guidare il Cosenza nel 2003 in Serie B: poco prima dell'inizio della stagione, il club è escluso dal campionato per problemi burocratici. Nella stagione 2004-2005 diventa nuovamente allenatore del Cosenza, partecipante dopo le vicissitudini societarie al campionato di Serie D; le precarie condizioni societarie lo costringono a dimettersi dopo qualche mese da inizio campionato.
Il 17 gennaio 2007 è ufficializzato nuovo allenatore del Pescara, in Serie B 2006-2007: nonostante l'arrivo dei primi successi stagionali, e alcuni buoni risultati (il miglior Pescara della stagione) facendo un calcio offensivo e buone prestazioni anche contro Juventus e Napoli De Rosa, che guida gli abruzzesi sino a fine stagione, non riesce a evitare la retrocessione, avvenuta alla 38ª giornata con la sconfitta a Piacenza. Il 4 agosto 2007 diventa allenatore della Berretti del Crotone, allenandola per un campionato. Nel 2009 è commentatore tecnico sull'emittente televisiva ContoTv. Il 7 aprile 2009 è ingaggiato come nuovo allenatore del Monopoli, in Lega Pro 2008-2009, sostituendo l'esonerato Geretto. Guida i pugliesi alla salvezza anticipata e al 7º posto finale (3 vittorie, 2 pari, una sconfitta). Nella stagione 2009-2010 allena il Francavilla. Il 7 agosto 2010 è presentato allenatore degli Allievi Nazionali del Cosenza. Lascia gli Allievi Nazionali dopo un mese e mezzo dall'incarico, diventando il vice di Mario Somma al Cosenza, in Lega Pro Prima Divisione 2010-2011.
L'8 febbraio 2011 è chiamato alla guida della prima squadra del Cosenza, sostituendo il dimissionario Toscano: a causa dei problemi societari - la squadra è penalizzata di 5 punti - De Rosa vive momenti difficili, inclusi i ripetuti ammutinamenti dei giocatori agli allenamenti, che nonostante dei buoni risultati e buone prestazioni culmineranno con la retrocessione della squadra in Lega Pro Seconda Divisione dopo i play-out col Viareggio.
Nel 2012 è nominato Presidente Provinciale dell'Associazione Italiana Allenatori Calcio, carica che ricopre anche negli anni successivi.
Il 26 luglio 2013 diviene il nuovo allenatore del Castrovillari per la stagione 2013-2014, in cui guida la squadra al secondo posto finale in classifica e alla vittoria dei play-off. A metà novembre 2014 torna ad allenare il Castrovillari durante il campionato 2014-2015. Il 14 febbraio 2015 si dimette dopo tre mesi dall'incarico, a causa dei gravi problemi societari.
Il 31 luglio 2015 è annunciato allenatore e direttore tecnico della società sportiva giovanile di Luigi Marulla, suo ex compagno di squadra. Il 3 febbraio 2017 è ufficializzato come responsabile tecnico del settore giovanile del Rende, in Lega Pro.
Nel 2020 è inserito dall'Associazione Italiana Calciatori nel progetto "L'inviato AIC sul campo", che prevede il coinvolgimento diretto di alcuni ex calciatori con la loro presenza allo stadio per le gare di campionato e materialmente sul campo e far raccontare loro storie ed esperienze che hanno vissuto durante la loro carriera.
Il 29 maggio 2021 è ufficializzato nuovo allenatore del Rende, terz'ultimo in classifica a un punto dalla zona retrocessione, con il compito di ottenere la salvezza diretta nelle ultime quattro gare. Conquista anticipatamente la salvezza, a seguito della vittoria per 5-3 sul Biancavilla.
Attualmente è responsabile delle giovanili e allenatore dell'U17 del Rende

## Statistiche

### Presenze e reti nei club
Statistiche aggiornate al 16 maggio 1999.
| Stagione             | Squadra              | Campionato           | Campionato | Campionato | Coppe nazionali | Coppe nazionali | Coppe nazionali | Altre coppe | Altre coppe | Altre coppe | Totale | Totale |
| Stagione             | Squadra              | Comp                 | Pres       | Reti       | Comp            | Pres            | Reti            | Comp        | Pres        | Reti        | Pres   | Reti   |
| -------------------- | -------------------- | -------------------- | ---------- | ---------- | --------------- | --------------- | --------------- | ----------- | ----------- | ----------- | ------ | ------ |
| ...                  |                      |                      |            |            |                 |                 |                 |             |             |             |        |        |
| 1979-1980            | Bari                 | B                    | 2          | 0          | CI              | ?               | 0               |             |             |             | 2      | 0      |
| 1980-1981            | Bari                 | B                    | 0          | 0          | CI              | ?               | 0               |             |             |             | 0      | 0      |
| 1981-1982            | Bari                 | B                    | 35         | 2          | CI              | 2               | 0               |             |             |             | 35     | 2      |
| 1982-1983            | Bari                 | B                    | 31         | 1          | CI              | 5               | 0               |             |             |             | 36     | 1      |
| 1983-1984            | Bari                 | C1                   | 18         | 0          | CI              | 3               | 0               | CIC         | 3           | 1           | 24     | 1      |
| Totale Bari          | Totale Bari          | Totale Bari          | 86         | 3          |                 | 10              | 0               |             | 3           | 1           | 99     | 3      |
| 1984-1985            | Pescara              | B                    | 35         | 2          | CI              | 3               | 2               |             |             |             | 36+    | 4      |
| 1985-1986            | Pescara              | B                    | 33         | 3          | CI              | ?               | 0               |             |             |             | 33     | 3      |
| 1986-1987            | Pescara              | B                    | 9          | 0          | CI              | ?               | 0               |             |             |             | 9      | 0      |
| Totale Pescara       | Totale Pescara       | Totale Pescara       | 77         | 5          |                 | 3               | 2               |             |             |             | 80+    | 7      |
| 1987-1988            | Cosenza              | C1                   | 29         | 2          | CI              | ?               | 0               | CIC         | 1           | ?           | 29     | 2      |
| 1988-1989            | Cosenza              | B                    | 32         | 1          | CI              | 5               | 0               |             |             |             | 32     | 1      |
| 1989-1990            | Cosenza              | B                    | 38         | 2          | CI              | 2               | 0               |             |             |             | 38     | 2      |
| 1990-1991            | Cosenza              | B                    | 34+?       | 0+0        | CI              | 4               | 0               |             |             |             | 34+    | 0      |
| 1991-1992            | Cosenza              | B                    | 36         | 1          | CI              | 2               | 0               |             |             |             | 35     | 1      |
| 1992-1993            | Cosenza              | B                    | 27         | 0          | CI              | 1               | 0               |             |             |             | 14     | 0      |
| 1993-1994            | Matera               | C1                   | 29         | 5          |                 |                 |                 | CIC         | ?           | ?           | 29     | 5      |
| 1994-1995            | Cosenza              | B                    | 29         | 1          | CI              | ?               | 0               |             |             |             | 29     | 1      |
| 1995-1996            | Cosenza              | B                    | 18         | 0          | CI              | 1               | 0               |             |             |             | 18     | 0      |
| 1996-1997            | Cosenza              | B                    | 17         | 0          | CI              | 1               | 0               |             |             |             | 17     | 0      |
| Totale Cosenza       | Totale Cosenza       | Totale Cosenza       | 260        | 7+0        |                 | 16              | 0               |             | 1           | ?           | 277    | 7      |
| 1997-1998            | Castrovillari        | C2                   | 29         | 0          |                 |                 |                 | CIC         | ?           | ?           | 29     | 0      |
| 1998-1999            | Castrovillari        | C2                   | 28         | 1          |                 |                 |                 | CIC         | ?           | ?           | 28     | 1      |
| Totale Castrovillari | Totale Castrovillari | Totale Castrovillari | 57         | 1          |                 |                 |                 |             | ?           | ?           | 57     | 1      |
| Totale carriera      | Totale carriera      | Totale carriera      | 509        | 21         |                 | 30+             | 2               |             | 4           | 1           | 542+   | 23     |

## Palmarès

### Giocatore

#### Club

##### Competizioni nazionali
- Campionato italiano di Serie B: 1

Pescara: 1986-1987
- Campionato italiano di Serie C1: 2

Bari: 1983-1984
Cosenza: 1987-1988

#### Competizioni giovanili
- Coppa Italia Primavera: 1

Bari 1980-1981